# Тихонов, Александр Владимирович (регбист)
Александр Владимирович Тихонов (родился 7 апреля 1994 года) — российский регбист, защитник команды «Стрела».
Кандидат в мастера спорта по регби.
Образование — Казанский Государственный Энергетический Университет по специальности техник-теплотехник.
Выступал за сборную России по пляжному регби.
С 2009 по 2018 год выступал за регбийный клуб «Энергия».
В 2019 году перешёл в казанскую «Стрелу».

## Достижения
- Чемпион Высшей лиги по регби-15 в 2015 году.
- Чемпион России по регби-7 среди студентов.
- Чемпион Европы по пляжному регби в 2018 году.
- Чемпион России по пляжному регби в 2015, 2016 и 2017 году.